# ليلى خالد
ليلى خالد (ولدت في حيفا في 9 أبريل 1944)، سياسية فلسطينية وعضو في الجبهة الشعبية لتحرير فلسطين، اتخذت الاسم الحركي شادية أبو غزالة تيمناً بالمناضلة الفلسطينية الشهيدة الأولى بعد حرب 1967. هي من مواليد مدينة حيفا شمال فلسطين العام 1944، تُعتبر أول امرأة تنفذ عملية خطف طائرة، حيث شاركت في آب/أغسطس 1969 في خطف طائرة ركاب تابعة لشركة تي دبليو إيه الأمريكية وتحويل مسارها إلى سوريا، بهدف إطلاق سراح المعتقلين في فلسطين، ولفت أنظار العالم إلى القضية الفلسطينية. وبعد فترة شاركت في محاولة خطف طائرة شركة طيران العال الاسرائيلية التي هبطت في لندن. لم تنجح خالد بمحاولتها وألقي القبض عليها وأفرج عنها لاحقا. تعيش اليوم في الأردن مع أُسرتها، وهي حالياً عضو في المجلس الوطني الفلسطيني.

## حياتها
ولدت ليلى خالد في مدينة حيفا عام 1944 زمن الانتداب البريطاني؛ إنتقلت مع عائلتها أثناء حرب 48 إلى مخيمات اللجوء في منطقة صيدا في لبنان.
عام 1959 وهي في 15 من عمرها انضمت مع أخيها إلى حركة القوميين العرب التي كان أحد أبرز قياداتها جورج حبش الذي أسس الجبهة الشعبية لتحرير فلسطين في نهاية سنة 1967. إلتحقت بالجامعة الأمريكية في بيروت لسنة واحدة، إلا أن أُسرتها لم تتمكن من تغطية تكاليف متابعة دراستها؛ فعمِلت مُدرسة في الكويت حتى عام 1969.

## اختطاف الطائرات

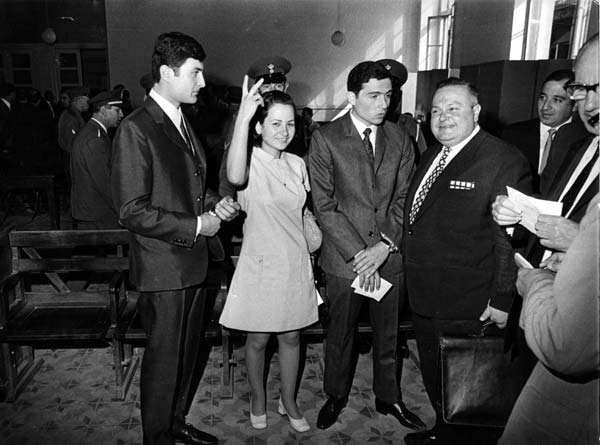
ليلى خالد بعد اطلاق سراحها في دمشق عام 1970

في بداية 1969 انضمت إلى معسكرات تدريب تابعة للجبهة الشعبية في الأردن.
في 29 أغسطس 1969 نفذت ليلى بمساعدة سليم العيساوي عملية الرحلة رقم 840 لشركة تي دبليو إيه (1969) التي تصل خط لوس انجلس/تل ابيب. حيث صعدا إلى الطائرة لدى توقفها في روما، وبعد مرور نصف ساعة من صعودهما الطائرة، سيطرا عليها، وأمرا الطيار بتغيير مسار الرحلة إلى دمشق في سوريا، حيث أخرجا الركاب الـ116 ثم فجرا الطائرة.
لاحقاً شاركت ليلى خالد في عملية خطف طائرة أخرى في 6 أيلول/سبتمبر 1970، كانت جزءا من عملية مركبة لخطف ثلاث طائرات، منها واحدة في زيورخ وأخرى في أمريكا، فتوجهت إلى فرانكفورت مع المناضل النيكاراغوي باتريك أرغيلو والذي كان يحمل اسماً مستعاراً (رينيه)، حيث استقلت ليلى خالد ورفيقها طائرة «العال» الإسرائيلية. انتهت هذه العملية بكارثة، إذ تخلف رفيقان لليلى عن الحضور، وقتل أرغيلو برصاص حراس الطائرة خلال هبوط الطائرة الاضطراري في مطار هيثرو في لندن، فيما احتجزت ليلى خالد لدى السلطات البريطانية، إلى أطلق سراحها في عملية تبادل بعد حوالي شهر إثر خطف رفاقها لطائرة بان أميريكان. في السنة التالية تخلت الجبهة الشعبية لتحرير فلسطين رسميا عن أسلوب خطف الطائرات.

## حياتها
ليلى خالد تشغل منصب القيادة في المكتب السياسي للجبهة الشعبية، وهي أم لولدين وتعيش اليوم في العاصمة الأردنية عمان.

## أنظر أيضا
- حادثة اختطاف الطائرات إلى قيعان خنا

## وصلات خارجية
- ليلى خالد على موقع IMDb (الإنجليزية)
- حوار خاص مع ليلى خالد، Arabian creativity
- 2009 - فيديو لليلى خالد حول خيار المقاومة) على يوتيوب